# Office français de l'immigration et de l'intégration
Ne doit pas être confondu avec Office français de protection des réfugiés et apatrides.
 (août 2015).
L’Office français de l'immigration et de l'intégration (OFII) est un établissement public à caractère administratif chargé d'organiser l'accueil des migrants sur le sol français. Créé en mars 2009 par la fusion de plusieurs agences nationales, il est placé sous la tutelle du ministère de l'Intérieur depuis le 16 novembre 2010.

## Rôle et représentation
Créé en 2009, l’OFII regroupe les compétences de l’Agence nationale de l'accueil des étrangers et des migrants (ANAEM) et une petite partie des missions de l’Agence nationale pour la cohésion sociale et l'égalité des chances (Acsé). Il gère les procédures de l'immigration professionnelle et familiale, ainsi que le dispositif national d'accueil des demandeurs d'asile, mais également les aides au retour et à la réinsertion participant au développement solidaire, ainsi que la lutte contre le travail illégal.
Dans ce cadre, il travaille avec tous les acteurs institutionnels en France et à l’étranger : préfectures, postes diplomatiques et consulaires afin d’apporter la meilleure offre de service aux publics migrants et aux employeurs d’étrangers en situation régulière.

L’OFII est représenté par 53 directions territoriales, délégations ou plateformes hébergées qui permettent de couvrir l’ensemble du territoire national. À l’étranger, l’OFII est représenté dans sept pays : Maroc, Tunisie, Turquie, cote d'Ivoire Sénégal, Cameroun et Arménie.

## Historique

### Histoire
L’ordonnance du 2 novembre 1945 crée l’établissement sous le nom d’Office national de l’immigration (ONI) et le charge à titre exclusif de « toutes les opérations de recrutement et d’introduction en France de travailleurs originaires des territoires d’outre-mer et des étrangers, du recrutement en France des travailleurs de toutes nationalités pour l’étranger ». Au lendemain de la guerre, l’importance des besoins de main-d’œuvre oriente toute son activité vers l’immigration. Le décret d’application du 26 mars 1946 lui confie, par ailleurs, l’organisation matérielle de l’introduction en France des familles de travailleurs.
Trois décennies plus tard, la crise pétrolière et économique mondiale de 1974 entraîne la suspension de l’immigration permanente des travailleurs[réf. nécessaire].
L’Office voit ses attributions confirmées en matière d’introduction de travailleurs saisonniers de l’agriculture, notamment, mais il diversifie son activité en l’orientant vers l’insertion des personnes étrangères. Il devient ainsi l’un des principaux animateurs du réseau national d’accueil destiné aux primo-arrivants et renforce son action en faveur du regroupement familial.
Il participe à la lutte contre l’emploi clandestin en recouvrant l’amende administrative appelée « contribution spéciale » due par les employeurs de salariés en situation irrégulière et s’implique, en outre, dans les procédures d’aide au retour volontaire et à la réinsertion des migrants dans leur pays d'origine.
Au cours des années 1990, après avoir été rebaptisé Office des migrations internationales (OMI) en 1988 lorsque la nouvelle activité relative à l’expatriation des Français à l’étranger lui est confiée, il continue à gérer ses activités traditionnelles ; dans ce cadre, il étend la visite médicale à toutes les personnes étrangères autorisées à séjourner plus de trois mois en France.
En janvier 2005, l’Office des migrations internationales devient l’Agence nationale de l’accueil des étrangers et des migrations (ANAEM) après sa fusion avec le Service social d’aide aux émigrants (SSAE) fondé en 1926 et reconnu d’utilité publique en 1932. La création de l’agence traduit la montée progressive des notions d’accueil, au fil des missions sans cesse croissantes que l’État lui attribue.
Le 25 mars 2009, l’OFII est créé par la fusion de l’ANAEM et de certaines fonctions de l’ACSE destinées à la formation linguistique des personnes étrangères. Relevant désormais du Ministère de l'immigration et non plus des ministères sociaux du travail et de la santé, l’OFII ajoute à ses activités traditionnelles, la promotion de l’immigration professionnelle, la gestion du dispositif national des demandeurs d'asile et devient le seul opérateur de l'État chargé de l'intégration des migrants durant les cinq premières années de leur séjour en France.

### Ministère
De 1945 à 2007, l'institution a toujours été placée sous la tutelle des ministères sociaux (travail, santé et affaires sociales).
En 2008, il relève du nouveau ministère de l'Immigration, de l'Intégration, de l'Identité nationale et du Développement solidaire (initialement appelé ministère de l'Immigration, de l'Intégration, de l'Identité nationale et du Codéveloppement) créé par le décret du 18 mai 2007 et confié à Brice Hortefeux.
Depuis le 16 novembre 2010, l’OFII dépend du Ministère de l’intérieur, de l’outre-mer et des collectivités territoriales.

## Dirigeants
| Président        | Décret de nomination | Décret de nomination |
| ---------------- | -------------------- | -------------------- |
| Dominique Paillé | 21 janvier 2011      | [ 4 ]                |
| Arno Klarsfeld   | 12 septembre 2011    | [ 5 ]                |
| Rémy Schwartz    | 14 janvier 2013      | [ 6 ]                |

| Directeur général | Décret de nomination | Décret de nomination |
| ----------------- | -------------------- | -------------------- |
| Jean Godfroid     | 4 septembre 2006     | [ 8 ]                |
| Yannick Imbert    | 30 octobre 2012      | [ 9 ]                |
| Didier Leschi     | 17 décembre 2015     | [ 10 ]               |

## Ses missions

### L'immigration professionnelle
L’OFII gère les procédures de l’immigration professionnelle. Il est l’interlocuteur des entreprises qui souhaitent embaucher des salariés étrangers.
L'OFII accompagne l’entreprise dans la procédure d’introduction en France de son futur salarié étranger, après que l’employeur a démontré qu’il n’a pas pu embaucher sur le marché du travail français la personne dont il a besoin.
Il est par ailleurs le guichet unique pour les bénéficiaires des nouveaux dispositifs de l’immigration professionnelle où la situation de l’emploi n’est pas opposable :
- la carte de séjour temporaire portant la mention compétences et talents,
- la carte de séjour temporaire portant la mention salarié en mission,
- les jeunes professionnels,
- l’introduction de salariés dans des métiers en tension figurant dans des listes ministérielles ou relevant d’accords internationaux[1].

### Le regroupement familial
L'OFII reçoit les demandes de regroupement familial et effectue, en cas de carence du maire, le contrôle du logement et des ressources du demandeur.
Après la décision favorable au regroupement familial prononcée par le préfet et la délivrance du visa par le consulat, il aide le demandeur du regroupement familial à préparer l’arrivée et l’installation de sa famille en France.

### Visa long séjour valant titre de séjour (VLSTS)
Depuis le 1er septembre 2009, les titulaires de visas de long séjour à l’exception des ressortissants algériens et des bénéficiaires de cartes pluriannuelles ne sont plus astreints à demander une carte de séjour en préfecture. Leur visa vaut titre de séjour. Ils doivent cependant faire valider ce titre lors de leur arrivée en France à l’occasion de la visite d’accueil, la visite médicale ou la signature du contrat d’accueil et d’intégration dans la direction territoriale de l’OFII la plus proche de leur domicile.

### Accueil et parcours d’intégration
L'OFII a pour mission d’accueillir le primo-arrivant et d'organiser son parcours d'intégration. Celui-ci débute dès le pays d'origine et se prolonge sur le territoire national avec la signature du contrat d'accueil et d'intégration (CAI) et un stage obligatoire de quatre jours d'information sur la France et ses valeurs.
À l’étranger, préalablement à la délivrance du visa par le consulat, l’OFII soumet le bénéficiaire du regroupement familial ou le conjoint de Français à un test d’évaluation de ses connaissances du français et des valeurs de la République.

### Accueil des demandeurs d’asile
L’OFII est responsable du premier accueil des demandeurs d’asile. Il gère le dispositif national d’accueil (hébergement en CADA).
L’OFII assure le premier accueil des demandeurs d’asile avec ses agents sur une partie du territoire national. Sur le reste du territoire, il passe convention avec des prestataires de service qu’il finance.
Il coordonne et anime le Dispositif National d’Accueil des Demandeurs d’Asile et des réfugiés. À ce titre, il gère sur le plan national les entrées des demandeurs d’asile dans les Centres d'accueil de demandeurs d'asile (CADA).
Il assure l’accueil en Centres Provisoires d’Hébergement (CPH) des réfugiés admis au séjour dans le cadre des programmes de réinstallation décidés par l’État.

### Aides au retour
L’OFII propose des aides au retour et des aides à la réinsertion dans le pays d’origine. L’OFII verse une aide au retour volontaire aux étrangers en situation irrégulière qui souhaitent regagner leur pays. Il propose également une aide au retour humanitaire à ceux (en particulier les déboutés du droit d’asile) qui sont sans ressources.
Il exerce une mission d’information, de soutien et d’écoute des étrangers dans les centres de rétention administrative (CRA).
Il subventionne les projets des migrants qui souhaitent créer une activité économique dans leur pays d’origine. Il accompagne, le cas échéant ces migrants par une aide à la formation et au montage de projet.